# Cyberponiedziałek
Cyberponiedziałek, cybernetyczny poniedziałek, cyfrowy poniedziałek – pierwszy poniedziałek po amerykańskim Święcie Dziękczynienia, który słynie z licznych wyprzedaży i promocji oferowanych przez sklepy internetowe. 
Koncepcja ta narodziła się w Stanach Zjednoczonych, a określenia Cyber Monday po raz pierwszy użyto w roku 2005. W kolejnych latach zwiększoną sprzedaż w sklepach internetowych zaobserwowano także w krajach Ameryki Południowej, Europy Zachodniej oraz w Japonii. Tego dnia w 2006 Amerykanie wydali 610 milionów dolarów, w 2010 było to 1,4 miliarda, a w roku 2013 już ponad 2 miliardy dolarów. 
Cyberponiedziałek jest często porównywany do poprzedzającego go czarnego piątku, jednak zachodzą między nimi znaczące różnice. W cyberponiedziałek promocje ogłaszają głównie sklepy internetowe, zwłaszcza te mniejsze, którym trudno konkurować z wielkimi sieciami handlowymi. Zauważono również, że w cyberponiedziałek najczęściej kupowane są ubrania i obuwie, natomiast w czarny piątek w koszykach przeważają urządzenia elektroniczne. 